# Jan Aleksander Weryha Darowski
Jan Aleksander Weryha Darowski herbu Ślepowron – podsędek kamieniecki w latach 1787-1793, pisarz kamieniecki w latach 1778-1787, podstarości kamieniecki w 1775 roku, cześnik latyczowski w latach 1774-1778, łowczy latyczowski w 1774 roku, komornik ziemski kamieniecki w 1769 roku, wojski większy latyczowski w latach 1767-1774, miecznik latyczowski w latach 1765-1767, komornik graniczny kamieniecki w 1764 roku.
Poseł na sejm 1778 roku z województwa podolskiego.